# أسلم مولى عمر
أسلم مولى عمر بن الخطاب (المتوفي 80 هـ) تابعي مدني، وأحد رواة الحديث النبوي.

## سيرته
كان أسلم عبدًا مملوكًا، اشتراه عمر بن الخطاب في موسم حج سنة 12 هـ في مكة، وقد اختُلف في أصوله، فقيل أنه من سبي معركة عين التمر، وقيل أنه يماني من الأشعريين، وقيل حبشي. وقد توفي أسلم سنة 80 هـ في المدينة المنورة في خلافة عبد الملك بن مروان.

## روايته للحديث النبوي
- روى عن: عمر بن الخطاب وعثمان بن عفان[3] وأبي بكر الصديق ومعاذ بن جبل وأبي عبيدة بن الجراح وكعب الأحبار وعبد الله بن عمر بن الخطاب[1] ومعاوية بن أبي سفيان والمغيرة بن شعبة وأبي هريرة وحفصة بنت عمر.[2]
- روى عنه: ابنه زيد بن أسلم والقاسم بن محمد بن أبي بكر ونافع مولى ابن عمر ومسلم بن جندب الهذلي[1][2]
- الجرح والتعديل: وثّقه أبو زرعة الرازي[1] والعجلي، وروى له الجماعة.[2]